# Bornemissza Károly
Kászonyi id. báró Bornemissza Károly (Abafája, 1840. november 26. – Kolozsvár, 1911. február 26.) főispán, országgyűlési képviselő.

## Életpályája
Tanulmányait Abafáján kezdte, és Kolozsváron az evangélikus református kollégiumban folytatta, ahol 1859-ben érettségizett. A berlini egyetemen a filozófia tanfolyamot hallgatta. Nagydebrekre költözött s gazdaságot vezette. Az 1860-as években a balközép párt híve volt. 1869–1870 között beutazta Olaszországot, Franciaországot és Németországot, valamint Svájcot. 1875-ben a szabadelvü párt híve lett. 1876-tól több éven át a vármegyei közigazgatási bizottság tagja volt. 1885-ben a főrendház újjászervezésekor az 50 választott – élethosszig tartó – tag közé választották. 1887–1911 között a magyar-láposi választókerület országgyülési képviselője volt. 1890. február 24-én nevezték ki Szolnok-Doboka vármegye főispánjává; hivatalos esküjét 1890. március 12-én tette le. 1891-től kamarás volt. 1901. augusztus 2-án az Erdélyrészi szini kerület elnöke lett. 1902. április 6-án őfelsége felmentette.

### Munkássága
Valamennyi erkölcsi- és közművelődési egyesületnek, többek közt a Szinház-társulat, Kaszinó, Polgári olvasókör, Szegény tanulókat segélyző-, Vereskereszt-, Zenekedvelők egyesületének stb. megteremtője, elnöke, díszelnöke volt. Az állami főgimnázium létesitője, a Szent Ferenc-rendü nagyszabású bérház, a Bánffy- és Kossuth Lajos-utcákat összekötő új utca, a magyar királyi honvédlaktanya, és a vármegyeház újjáalakitásában, megteremtésében volt fontos szerepe. A „Gyermek királynő” 2 felvonásban, francia szöveg után forditotta, cz. operett szerzője és megzenésitője. E darabot 1890 decemberében a kolozsvári szinpadon adták elő először.

## Magánélete
1862-ben gróf Mikes Etelkát vette feleségül.

## Díjai
- a Lipót-rend lovagkeresztje (1902)